# 昆明传媒学院
昆明传媒学院，是位于中国云南省昆明市的一所民办艺术类本科院校，前身云南艺术学院文华学院。

## 学校概况
2002年1月24日，云南省教育厅批准创建云南艺术学院文华学院。2004年1月18日，教育部正式备案，确认为独立学院。
2021年6月4日，教育部发展规划司发布公示，拟同意该院转设为民办本科高校昆明传媒学院。2023年中华人民共和国教育部批准更名为昆明传媒学院。

## 机构设置
- 音乐系、美术系、艺术设计系、舞蹈系、戏剧系、传媒艺术系、经济与管理科学系